# NGC 3130
NGC 3130 este o galaxie lenticulară situată în constelația Leul. A fost descoperită în 19 ianuarie 1828 de către John Herschel.